# Laupala tantalis
Laupala tantalis är en insektsart som beskrevs av Otte, D. 1994. Laupala tantalis ingår i släktet Laupala och familjen syrsor. Inga underarter finns listade i Catalogue of Life.